# Campeonato Nacional de Futebol Feminino 2015–16
O Campeonato Nacional de Futebol Feminino de 2015–16, também conhecido como Liga de Futebol Feminino Allianz por motivos de patrocínio, foi a 31ª edição da liga de futebol feminino de maior escalão em Portugal. 
A competição, organizada pela Federação Portuguesa de Futebol, foi disputada por 10 equipas, onde o Viseu 2001 e o UR Cadima, que terminaram o Campeonato Nacional de Promoção 2014–15 em primeiro e segundo respetivamente, foram as equipas que subiram à liga principal. 
O Clube Futebol Benfica sagrou-se campeão nacional conquistando, assim, o seu segundo título consecutivo na competição.

## Participantes
| Equipa                  | Cidade             | Estádio                                  | Capacidade |
| ----------------------- | ------------------ | ---------------------------------------- | ---------- |
| A-dos-Francos           | Caldas da Rainha   | Campo Luís Duarte                        | 200        |
| Clube de Albergaria     | Albergaria-a-Velha | Estádio Municipal António Matins Pereira | 1,000      |
| CF Benfica              | Lisboa             | Estádio Francisco Lázaro                 | 1,500      |
| Boavista FC             | Porto              | Estádio do Bessa Século XXI              | 28,263     |
| Fundação Laura Santos   | Moimenta da Serra  | Estádio Municipal do Farvão              | 5,000      |
| Atlético Ouriense       | Ourém              | Campo da Caridade                        | 260        |
| Valadares Gaia FC       | Vila Nova de Gaia  | Complexo Desportivo de Valadares         | 750        |
| Vilaverdense FC         | Vila Verde         | Estádio Municipal de Vila Verde          | 5,000      |
| Viseu 2001 ADSC         | Viseu              | Campo 1º de Maio                         | 700        |
| União Recreativa Cadima | Cantanhede         | Complexo Desportivo de Cantanhede        | 2,000      |

## Tabelas Classificativas

### Campeonato - Fase Inicial
Atualizado a 30/07/2017

### 2ª Fase - Manutenção
Atualizado a 30/06/2017

### 2ª Fase - Apuramento Campeão
Atualizado a 30/06/2017

## Resultados

### Campeonato - Fase Inicial
| Casa / Fora[1]        | ADF | ALB | BEN | BOA | CAD | FLS | OUR | VAL | VIL | VIS |
| GDC A-dos-Francos     |     | 0–3 | 0–4 | 3–1 | 1–1 | 1–1 | 4–1 | 1–3 | 3–2 | 3–2 |
| Clube de Albergaria   | 3–1 |     | 1–0 | 4–2 | 4–0 | 2–0 | 3–0 | 1–0 | 1–1 | 5–1 |
| CF Benfica            | 2–0 | 0–1 |     | 1–0 | 4–1 | 8–0 | 0–0 | 2–1 | 2–1 | 2–1 |
| Boavista FC           | 1–4 | 0–1 | 0–5 |     | 0–0 | 1–4 | 2–4 | 0–3 | 1–3 | 4–0 |
| UR Cadima             | 1–4 | 0–2 | 0–6 | 2–3 |     | 0–2 | 0–3 | 0–5 | 1–4 | 0–0 |
| Fundação Laura Santos | 3–5 | 1–7 | 0–2 | 2–0 | 1–1 |     | 0–2 | 1–6 | 1–6 | 1–0 |
| Atlético Ouriense     | 1–3 | 0–1 | 0–0 | 2–1 | 2–0 | 4–1 |     | 0–1 | 2–2 | 1–2 |
| Valadares Gaia FC     | 4–2 | 3–1 | 0–4 | 3–1 | 3–0 | 9–0 | 1–0 |     | 1–0 | 2–0 |
| Vilaverdense FC       | 7–2 | 1–3 | 0–5 | 2–0 | 6–0 | 4–0 | 1–2 | 0–4 |     | 0–0 |
| Viseu 2001 ADSC       | 3–4 | 0–1 | 0–2 | 2–1 | 2–2 | 2–2 | 0–2 | 0–6 | 2–3 |     |

Última atualização em 30 Junho 2017.
Fonte: Carece de fontes
1O time da casa (mandante) está listado na coluna da esquerda.
Cores:      Azul = time da casa vence;      Amarelo = empate;      Vermelho = time visitante vence.

### 2ª Fase - Manutenção
| Casa / Fora[1]        | BOA | CAD | FLS | OUR | VIL | VIS |
| Boavista FC           |     | 4–2 | 1–0 | 2–0 | 3–2 | 2–3 |
| UR Cadima             | 3–3 |     | 3–2 | 3–7 | 0–2 | 0–0 |
| Fundação Laura Santos | 2–3 | 8–0 |     | 1–6 | 3–6 | 3–2 |
| Atlético Ouriense     | 1–1 | 4–0 | 5–0 |     | 0–3 | 2–0 |
| Vilaverdense FC       | 2–1 | 1–1 | 9–2 | 2–5 |     | 2–0 |
| Viseu 2001 ADSC       | 1–1 | 1–0 | 7–0 | 2–3 | 2–1 |     |

Última atualização em 30 Junho 2017.
Fonte: Carece de fontes
1O time da casa (mandante) está listado na coluna da esquerda.
Cores:      Azul = time da casa vence;      Amarelo = empate;      Vermelho = time visitante vence.

### 2ª Fase - Apuramento Campeão
| Casa / Fora[1]      | ADF | ALB | BEN | VAL |
| GDC A-dos-Francos   |     | 3–3 | 0–3 | 1–7 |
| Clube de Albergaria | 2–0 |     | 0–3 | 2–0 |
| CF Benfica          | 3–2 | 0–0 |     | 1–1 |
| Valadares Gaia FC   | 3–1 | 1–0 | 1–2 |     |

Última atualização em 30 Junho 2017.
Fonte: Carece de fontes
1O time da casa (mandante) está listado na coluna da esquerda.
Cores:      Azul = time da casa vence;      Amarelo = empate;      Vermelho = time visitante vence.

## Campeão
| Campeonato Nacional de Futebol Feminino 2015/2016 |
| ------------------------------------------------- |
| Portugal                                          |
| Clube Futebol Benfica 2° Título                   |